# Saint Paul University
La Saint Paul University (in francese Université Saint-Paul) è un'università pubblica di indirizzo cattolico con sede a Ottawa, nell'Ontario, Canada.
Le origini dell'università risalgono al 1848, quando Joseph-Bruno Guigues, primo vescovo di Bytown, fondò il College of Bytown, affidato nel 1856 ai missionari oblati di Maria Immacolata. L'istituzione ottenne il riconoscimento pontificio da papa Pio XI e quello civile dallo stato dell'Ontario nel 1933.
Nel 1866 l'istituto prese il nome di College of Ottawa e nel 1933 quello di University of Ottawa. Divenne la Saint Paul University nel 1965.